# 义州街道
义州街道，是中华人民共和国辽宁省锦州市义县下辖的一个乡镇级行政单位。

## 行政区划
义州街道下辖以下地区：
友谊街社区、站前街社区、振兴街社区、东南街社区、西北街社区、东北街社区、西南街社区、铁西街社区和建设街社区。